# Plaza de la Pedreira
La plaza de la Pedreira o plaza de Mugartegui es una plaza de origen medieval situada en el extremo norte del casco antiguo de la ciudad española de Pontevedra.

## Origen del nombre
La plaza toma su nombre del trabajo de los canteros que tallaban la piedra de las construcciones de la ciudad en este lugar.

## Historia
En la Antigüedad, este lugar se llamaba Vicus del Verrón. La plaza de la Pedreira tiene sus orígenes en la Edad Media. Era una explanada sobre terrenos cultivados, principalmente viñedos, y se conocía como Eirado da Herba o Yerba, por ser el lugar del mercado de la hierba.
El nombre actual de la plaza deriva de su uso posterior, que recuerda el lugar donde los canteros trabajaban la piedra para los edificios de la ciudad, como el cercano Colegio de la Compañía de Jesús, la Iglesia barroca de San Bartolomé o el Pazo de Mugartegui, para los que se acumulaba una gran cantidad de piedra en la plaza. Esta era la zona de la ciudad habitada por los canteros.
En 1479, Tristán de Montenegro, capitán de las tropas de Pontevedra en la sucesión al trono de Castilla, murió en el pazo de Mariño de Lobeira, que da a la plaza, después de haber sido herido mortalmente por disparos de espingarda en la puerta de la Galera de la muralla de Pontevedra. Durante años, una luz permaneció encendida en la habitación donde murió para recordar su gloriosa muerte.
En enero de 1886, la plaza pasó a llamarse Plaza de Mugartegui. La Corporación Municipal de Pontevedra acordó cambiar el nombre de la Plaza de la Pedreira por el de Plaza de Mugartegui en honor a Francisco Javier Mugartegui, propietario del pazo de Mugartegui, abogado, empresario y político pontevedrés, por su empeño en la prosperidad de Pontevedra.
El 25 de abril de 1996, el nombre tradicional de Plaza de la Pedreira sustituyó al de Plaza de Mugartegui.

## Descripción
La plaza está situada en la parte norte del centro histórico de Pontevedra y su configuración ha sufrido algunas variaciones a lo largo del tiempo. Tiene forma trapezoidal irregular, ligeramente curvada en el lado sur, donde se levanta un gran muro de piedra. Este muro perteneció a la Casa de la Misericordia, propiedad de la familia Bermúdez de Castro.
La plaza es un espacio empedrado peatonal casi cerrado con sólo dos sencillos bancos de piedra junto al gran muro de piedra en el lado sur y otro en el lado oeste junto al pazo de Mariño de Lobeira. Se puede acceder a la plaza desde la calle César Boente, pasando bajo el arco ojival de este pazo, o desde las calles Pedreira, Padre Isla o Gregorio Fernández.

## Edificios destacados
Los edificios que rodean la plaza datan de diferentes épocas, desde principios de la Edad Moderna hasta los siglos XVIII y XIX.
La parte central del lado norte de la plaza está presidida por el Pazo de Mugartegui, que originalmente fue el pazo de los Condes de Fefiñáns. Este pazo barroco se terminó de construir en 1771 y su gran escudo de armas de piedra se colocó en 1773. El pazo tiene siete arcos en su fachada, sostenidos por columnas toscanas. En la parte superior del escudo de piedra hay un reloj de sol.
En el lado oeste de la plaza se encuentra el Pazo de Mariño de Lobeira, edificio gótico del siglo XVI,  con algunas modificaciones posteriores. Fue construido por los señores de Sierra de Outes, Lobeira, Montenegro y Soutomaior. Consta de planta baja y primer piso y tiene un característico pasadizo en la planta baja con dos arcos apuntados que dan acceso a la plaza. El pazo ha tenido diversos usos a lo largo de su historia, entre ellos el de casa de huéspedes.
En el lado este de la plaza hay una casa del siglo XVIII con planta baja y alta y patín para acceder a ella.

## Cultura
En la plaza se realizan distintas actividades, especialmente en el verano, como sesiones de cine con la proyección de películas al aire libre dentro del ciclo Cinema e estrelas.
La plaza de la Pedreira fue una de las localizaciones en que se rodó la serie de Netflix El jardinero, estrenada en abril de 2025.

## Galería de imágenes

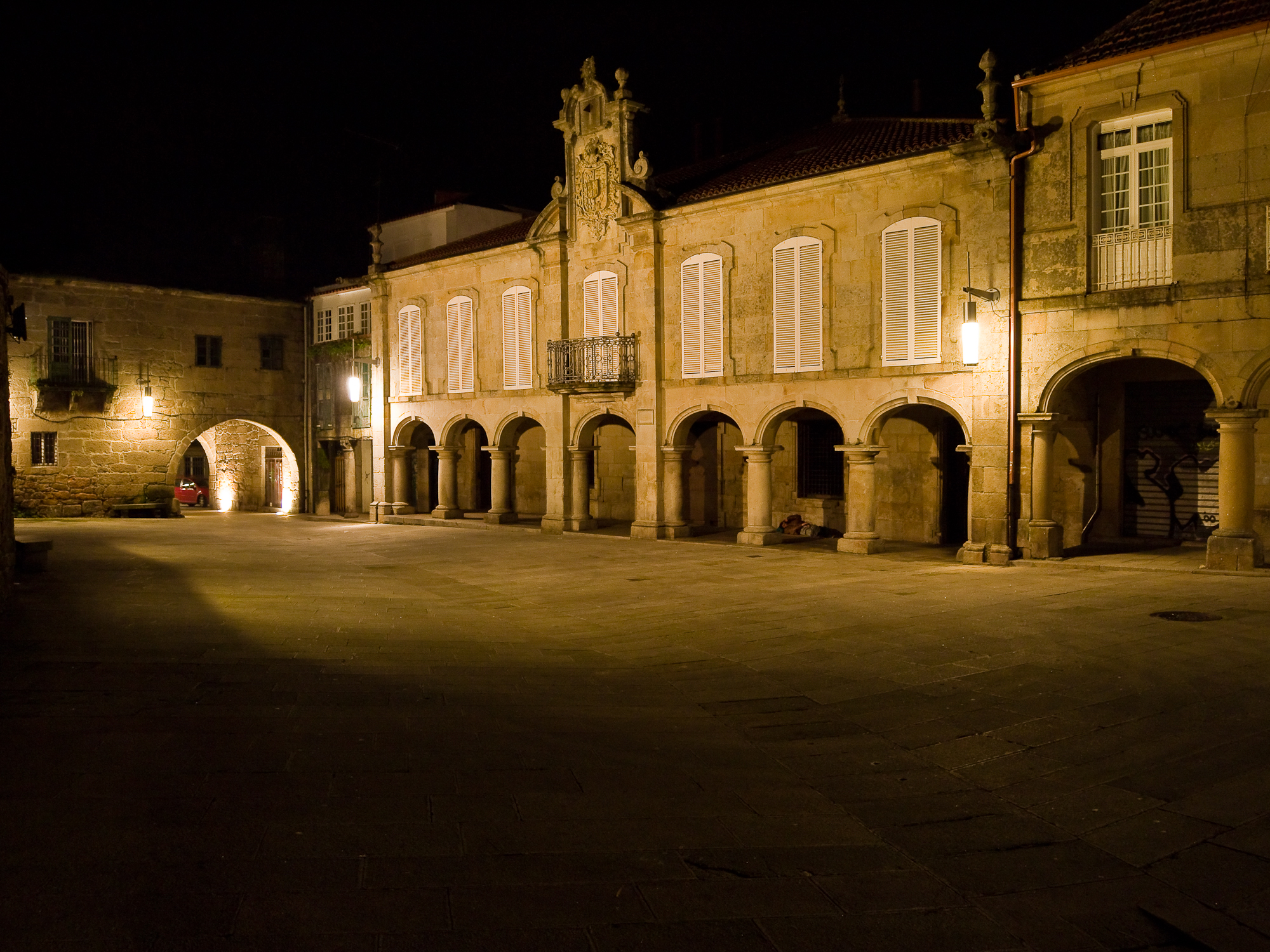
La plaza de noche
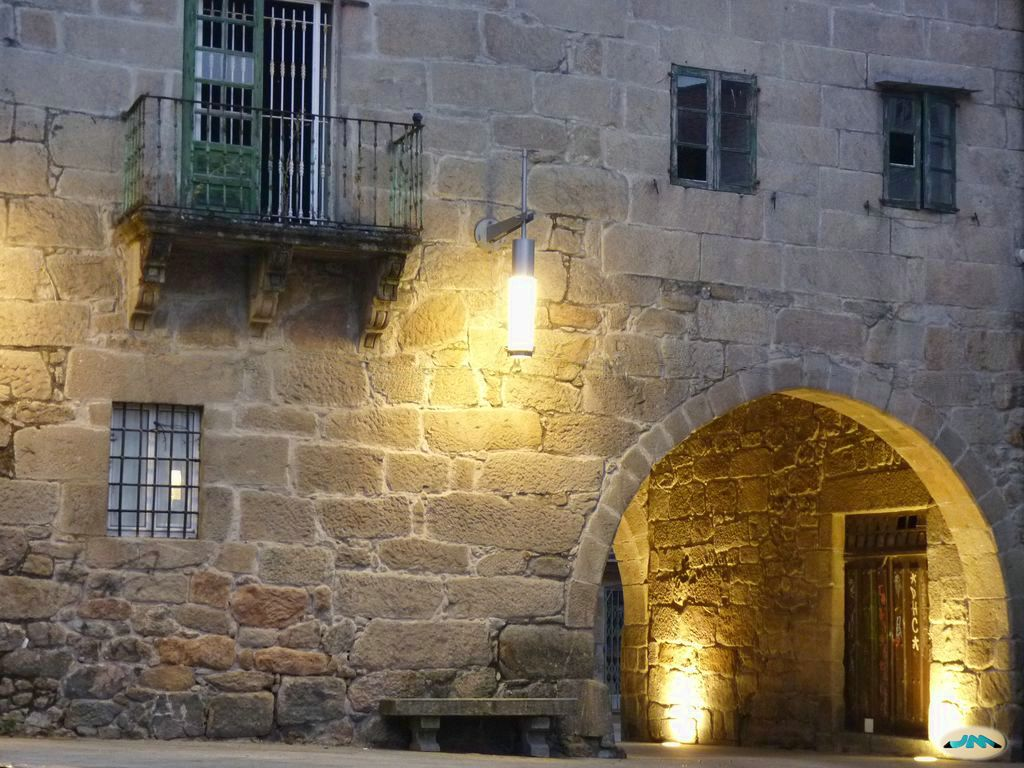
Pazo de Mariño de Lobeira
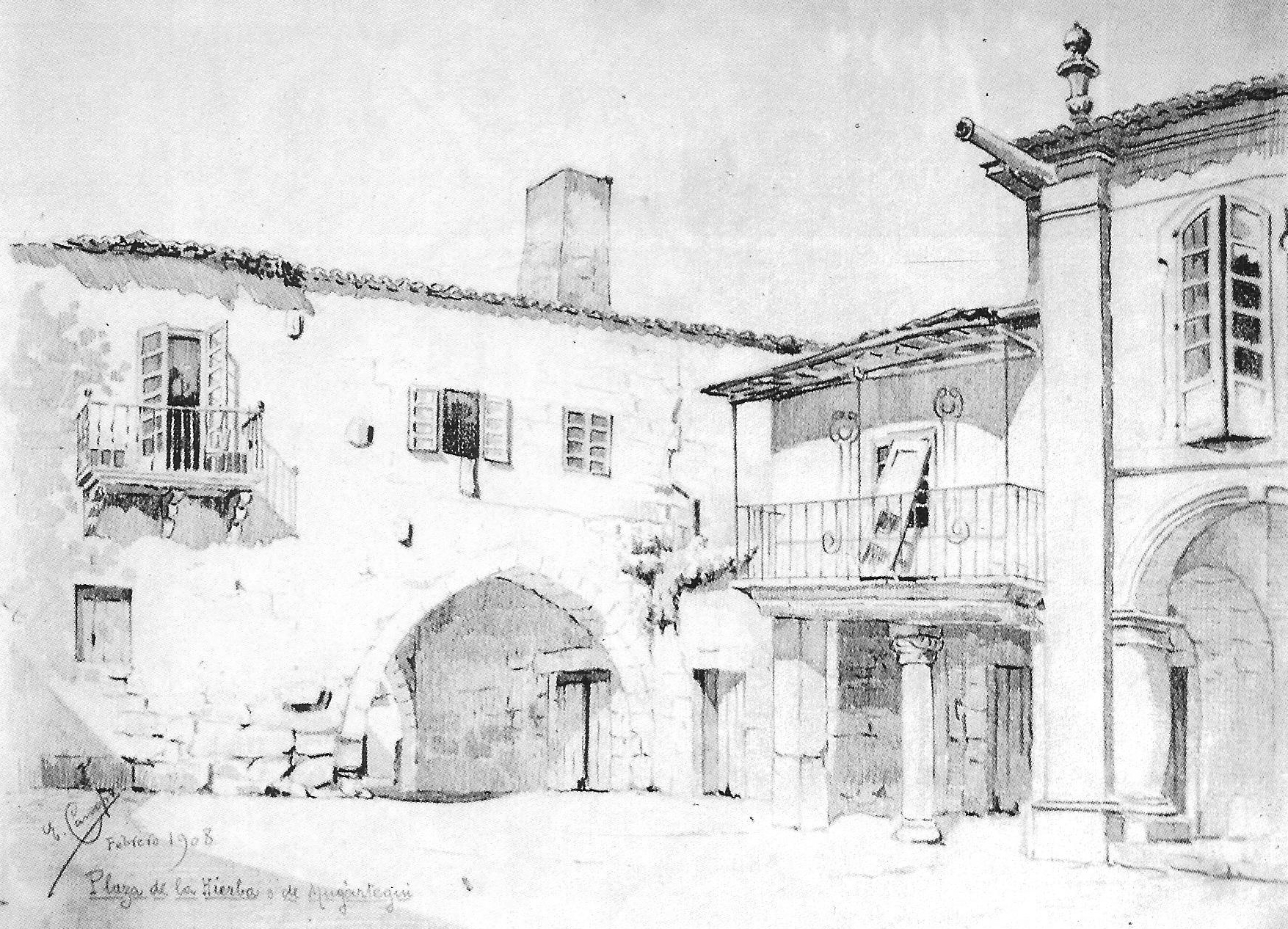
Dibujo de Enrique Campo Sobrino (1908)
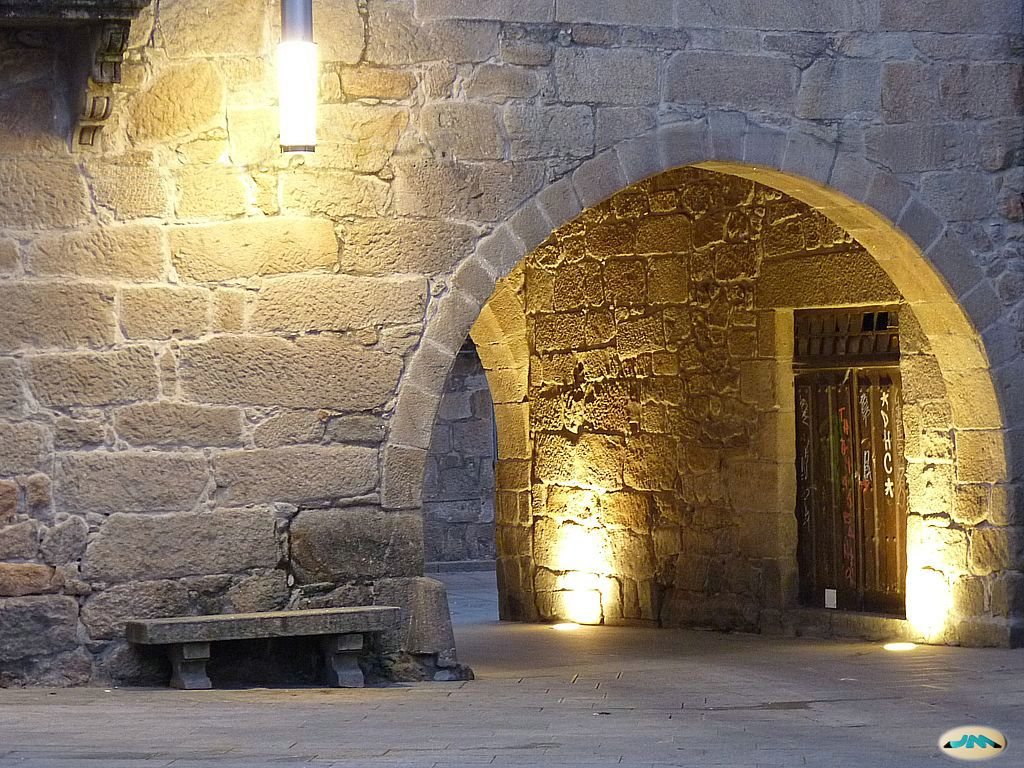
Arco apuntado en uno de los accesos a la plaza
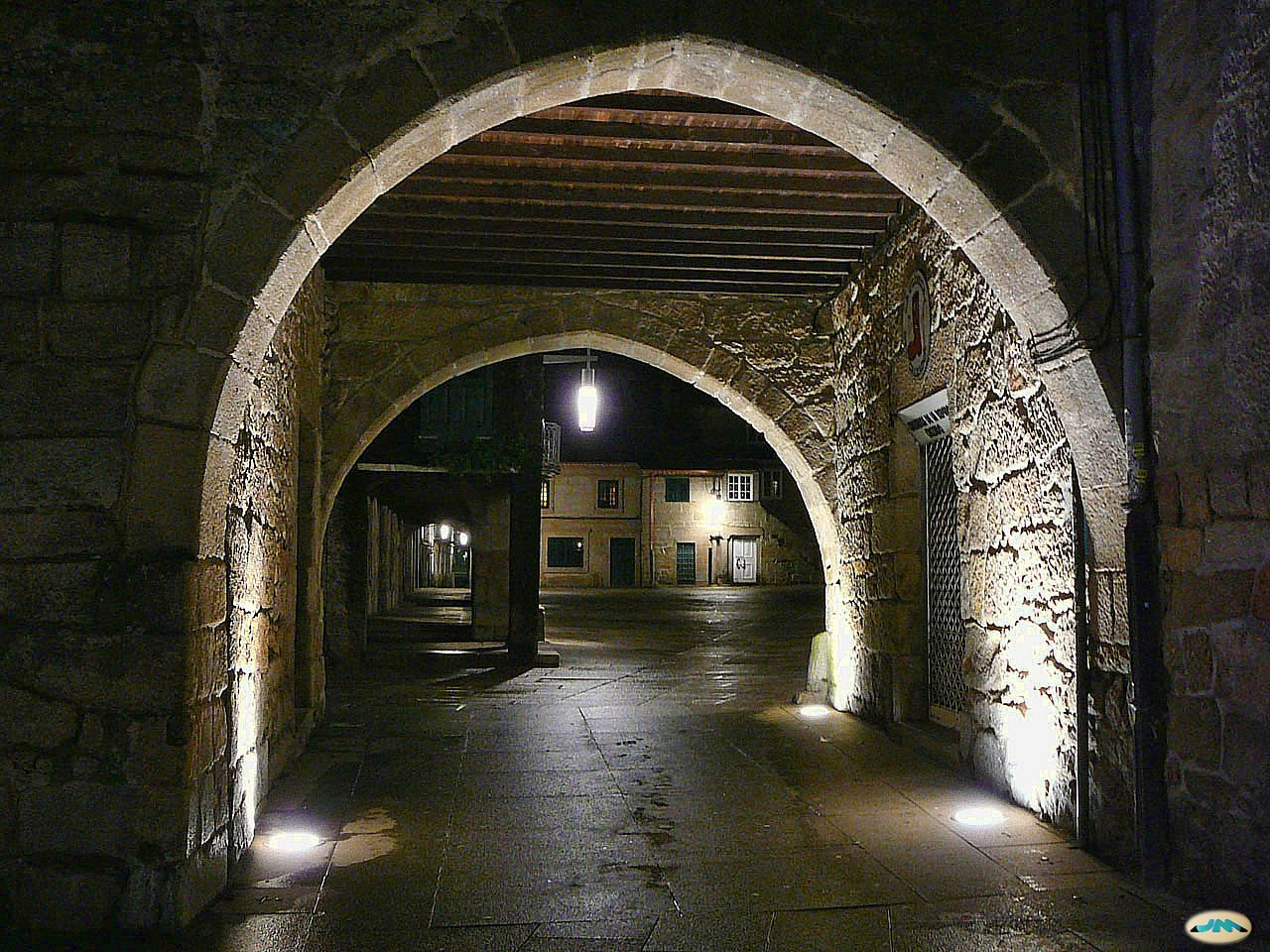
Pasaje de acceso a la plaza
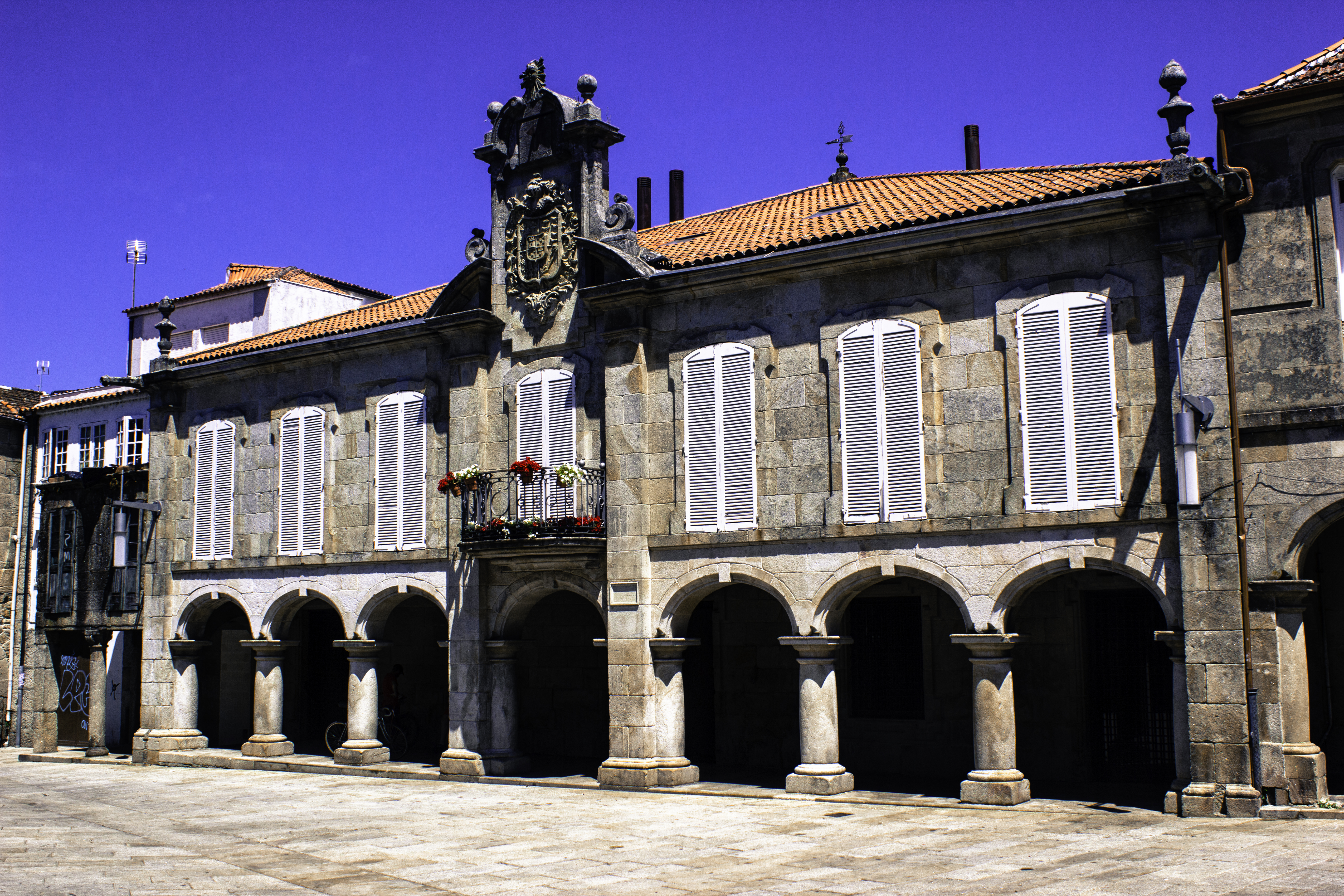
Pazo de Mugartegui
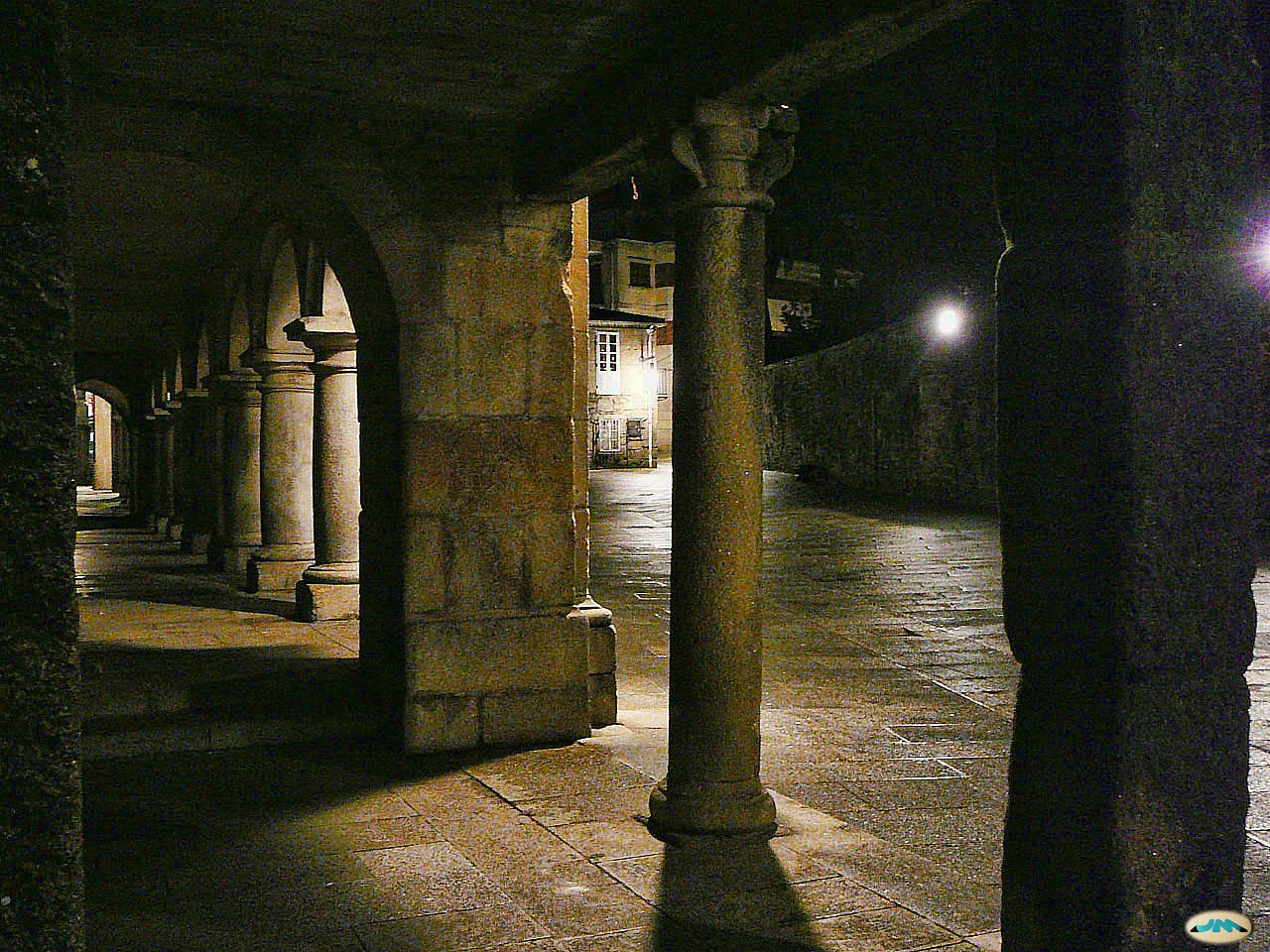
Soportales en la plaza
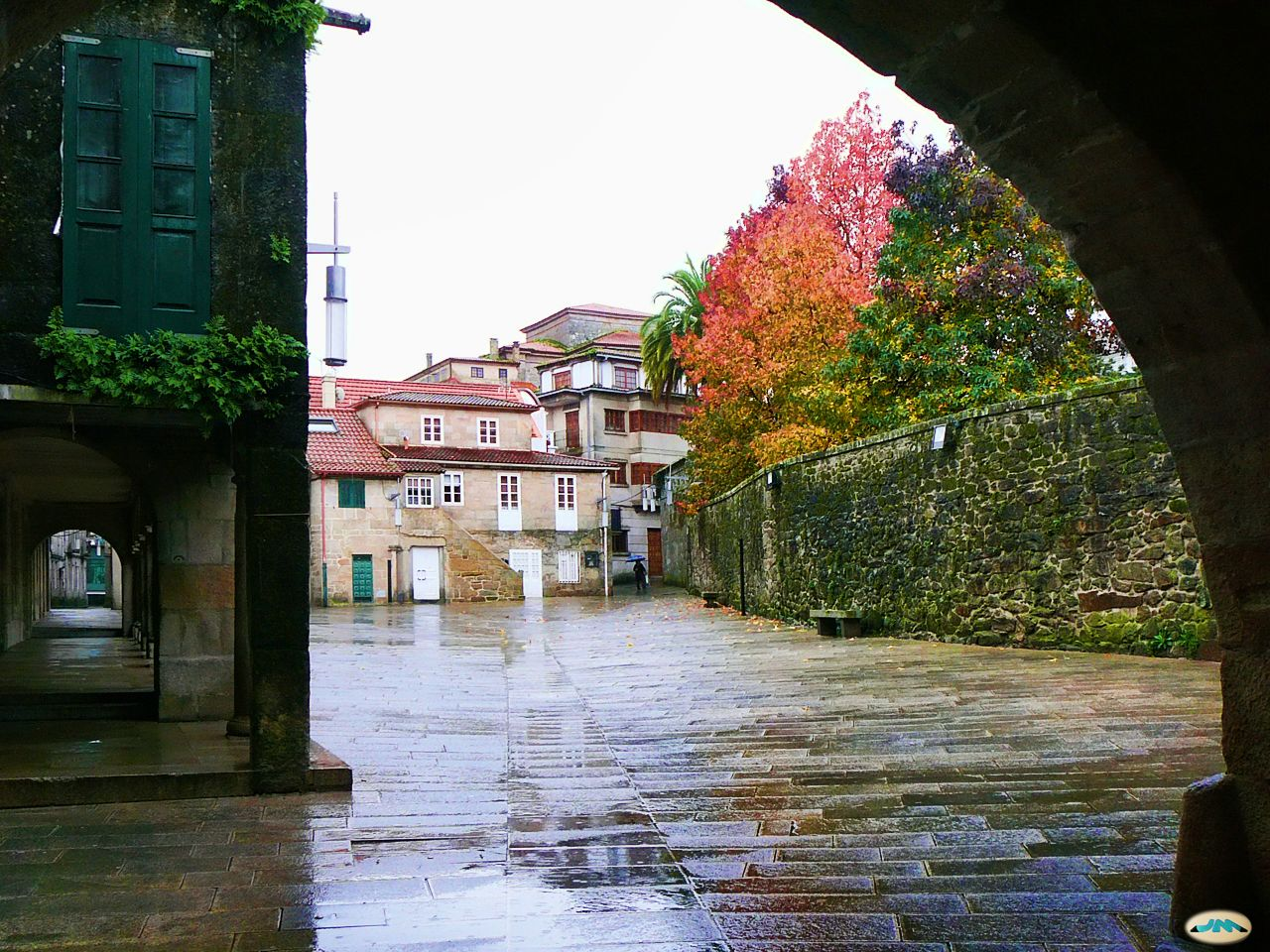
Muro que rodea la plaza y casa con patín al fondo
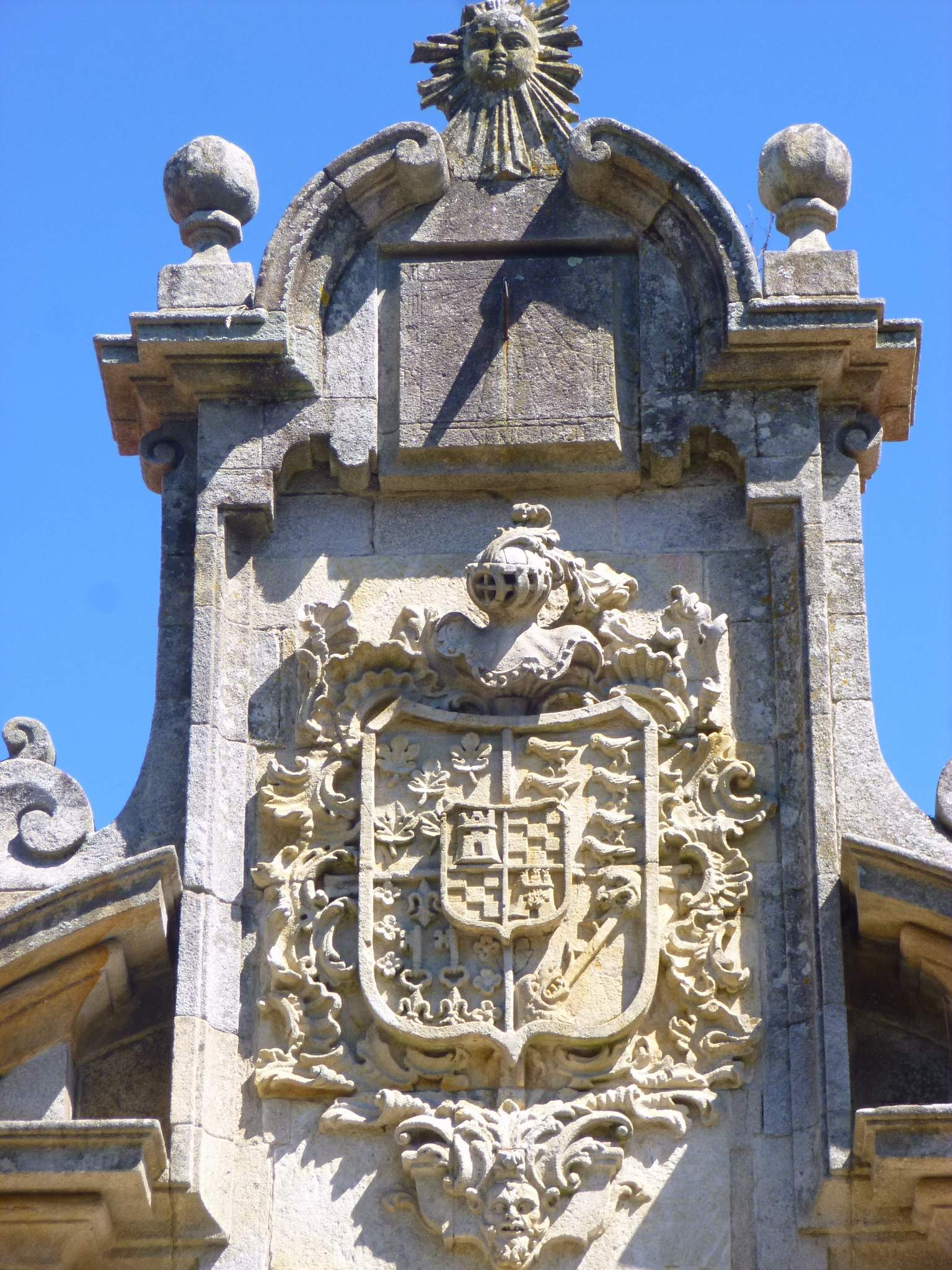
Escudo de armas del pazo de Mugartegui.